# Wagon plat

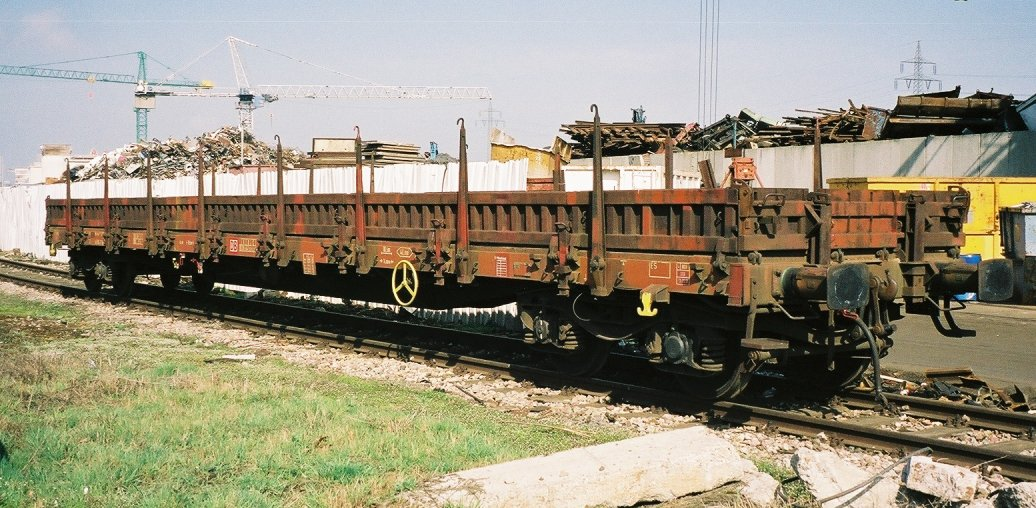
Wagon plat à ranchers sur bogies.

Le wagon plat est le type le plus simple de wagon de marchandises.

## Caractéristiques
Il est composé, outre son châssis et les éléments de traction d'un plancher, parfois bordé de ridelles. Certains comportent aussi des ranchers qui permettent de retenir la charge en fournissant un appui latéral, mais aussi un point d'ancrage pour des sangles.

## Utilisation
Les wagons plats sont destinés à transporter de nombreuses marchandises, ne craignant pas la pluie ni les éléments. De par leur structure, ils sont bien adaptés au transport de pièces lourdes (barres métalliques, grumes, canalisations) ou au contraire de matériaux légers mais volumineux (paille sous bâche, isolants).

## Wagons plats spécialisés

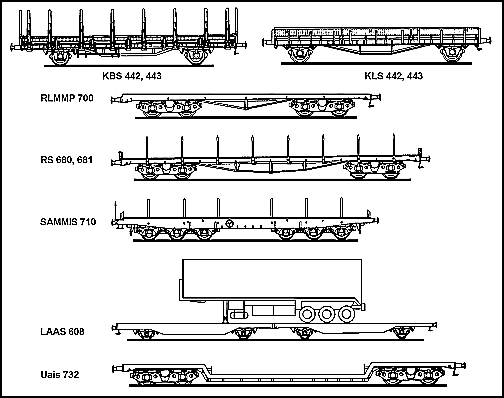
Différents types de wagons plats et un surbaissé.

Un grand nombre de wagons plats sont spécialisés par des aménagements de leur plancher. Pour le transport de rails, par exemple, on trouve des wagons de grande longueur aux extrémités amovibles. Des cales fixes permettent un déchargement par glissement.
D'autres aménagements plus complexes font entrer le wagon dans des catégories plus spécifiques. On trouve ainsi :
- wagons plats surbaissés, qui présentent une partie de châssis abaissée pour permettre les chargements hauts ou spéciaux. Ces wagons sont aussi appelés porte-char, un grand nombre appartenant à l'armée ;
- wagons porte-conteneur, dotés de pions de fixation normalisés pour le transport de conteneurs ou caisses mobiles. Certains éléments ont un châssis allégé au maximum, uniquement constitué de profilés métalliques. Cette variante est parfois appelée wagon squelette ;
- wagons porte-grumes équipés de dossiers et ranchers pour le transport de grumes ou rondins ;
- wagons porte-tôles, dotés d'un châssis renforcé, souvent plus courts que la normale, prévus pour le transport de tôles d'acier épaisses et particulièrement lourdes ou de pièces de fonderie ;
- wagons-pupitres, appelés ainsi parce qu'ils portent un châssis incliné à 45° environ permettant le transport de pièces larges : tôles, vitrages ;
- wagons à traverse mobile, ces wagons sont utilisés par deux et permettent de transporter des objets de grande longueur comme des grumes ou des rails ;
- wagons destinés au ferroutage, c'est-à-dire au transport par rail de camions complets (remorque + tracteur + chauffeur). On peut citer par exemple le système Modalohr ou la Route roulante ;
- wagons d'accompagnement des grues pour porter la flèche.

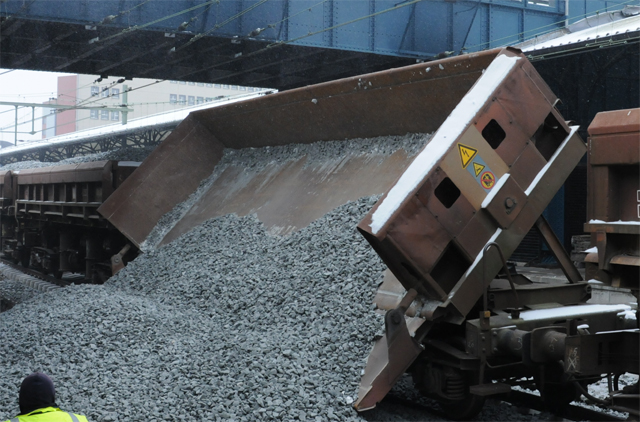
Déchargement de ballast.
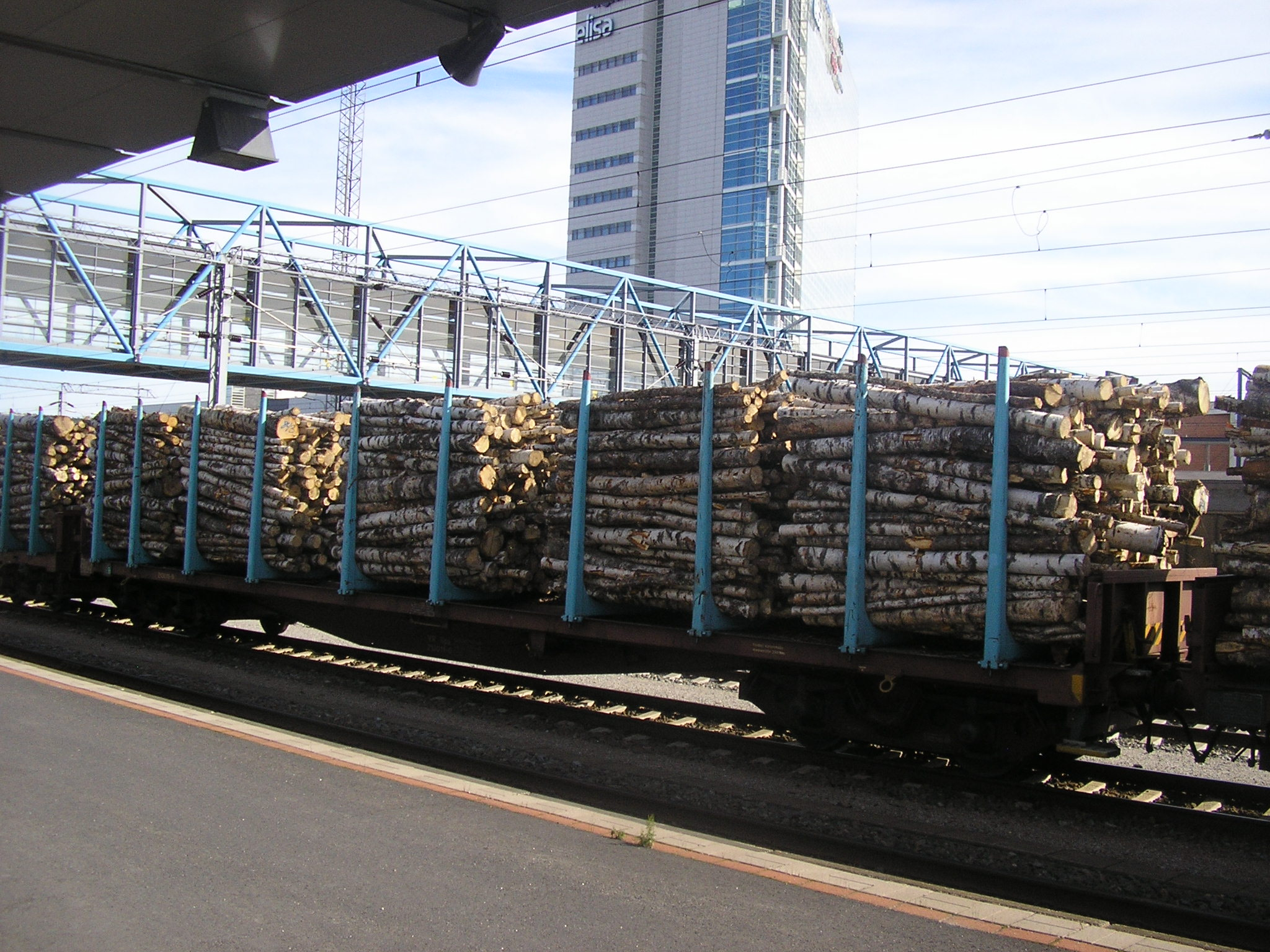
Wagon à ranchers en Finlande.
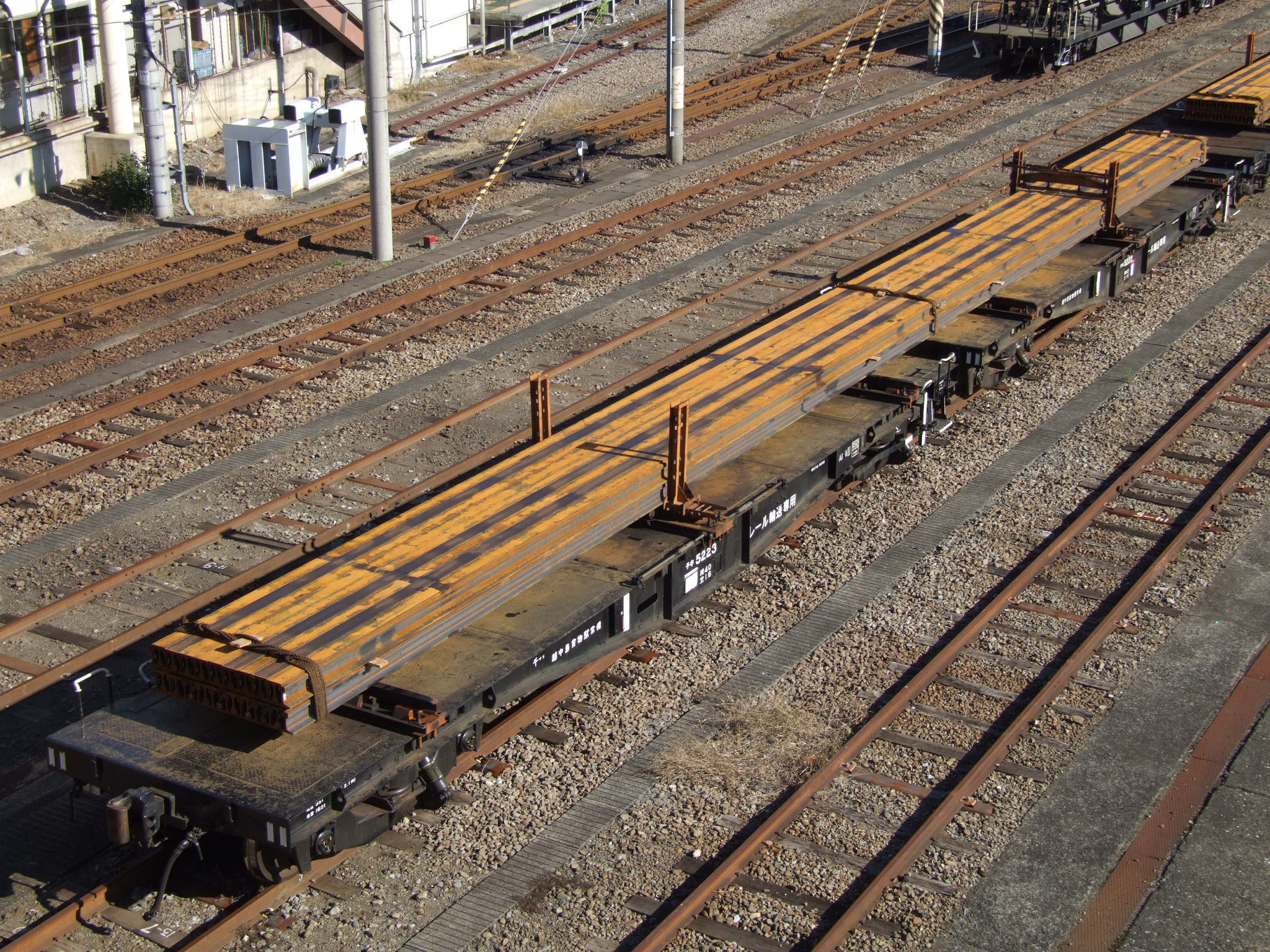
Wagons japonais Type Chiki 5000 à traverse mobile chargés de rails (JRF).
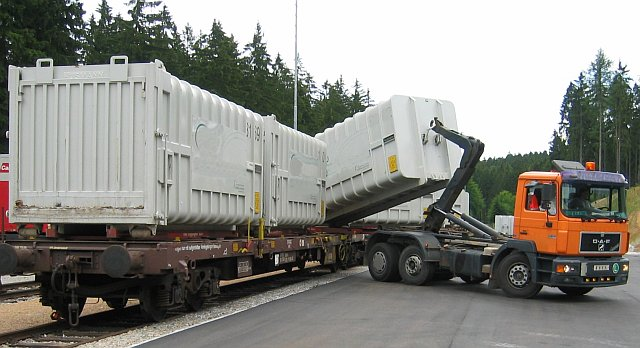
Prise en charge d'un conteneur ACTS par un camion.
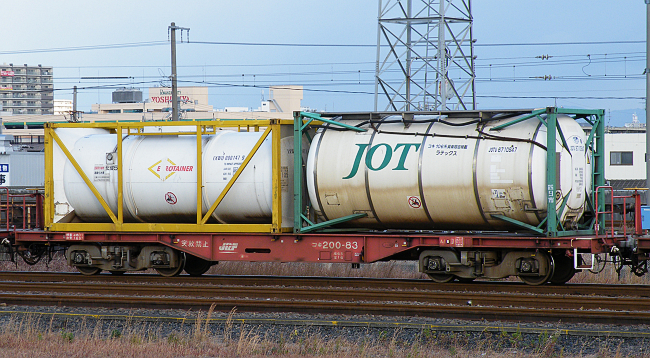
Wagon plat type Koki 200 Transport de 2 conteneurs-citerne de la JRF (Japon).
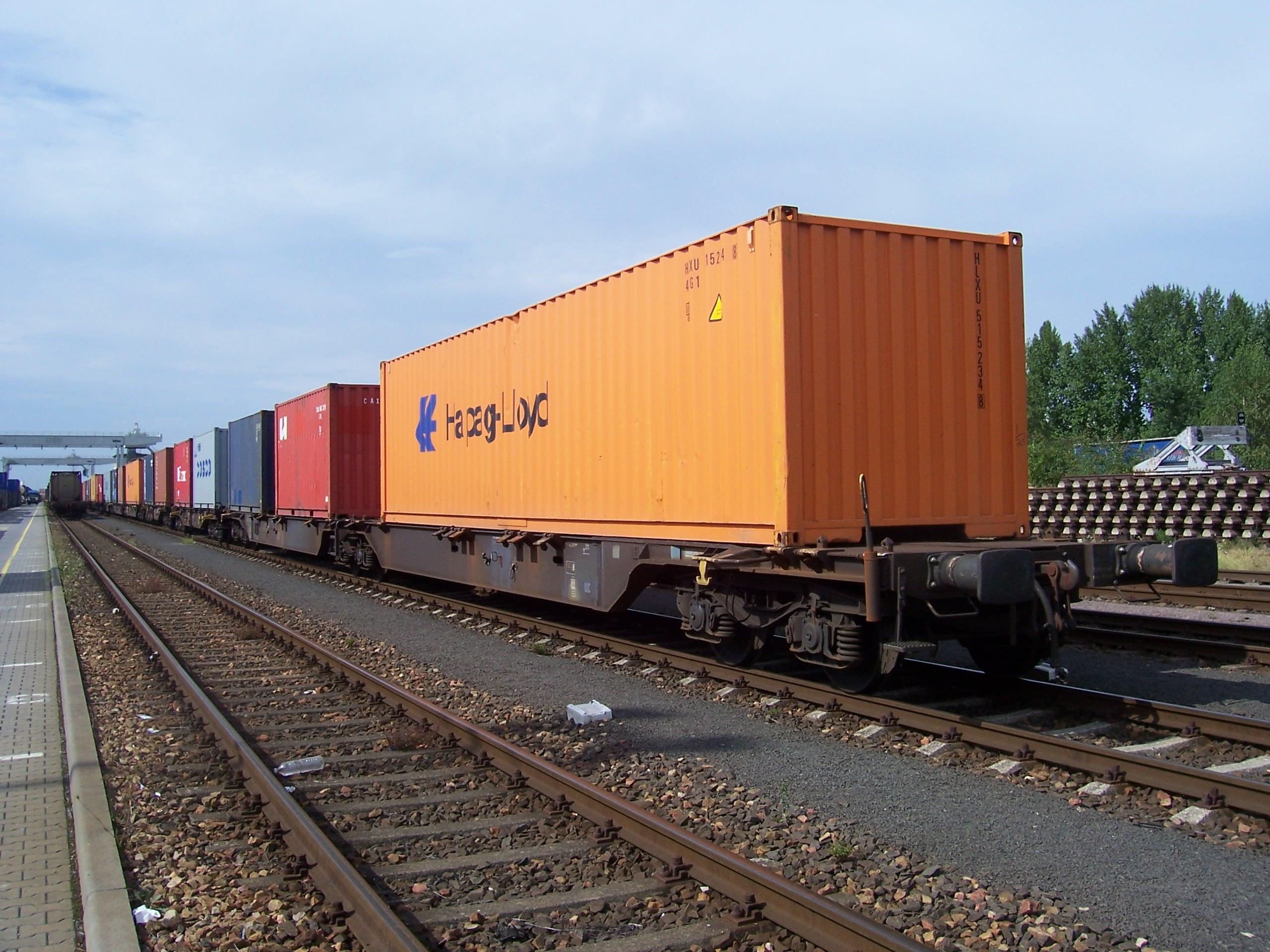
Train de wagons porte-conteneurs.
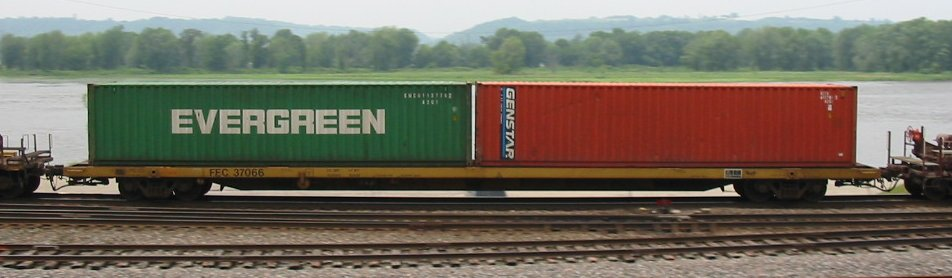
Wagon plat portant 2 conteneurs longs (États-Unis).
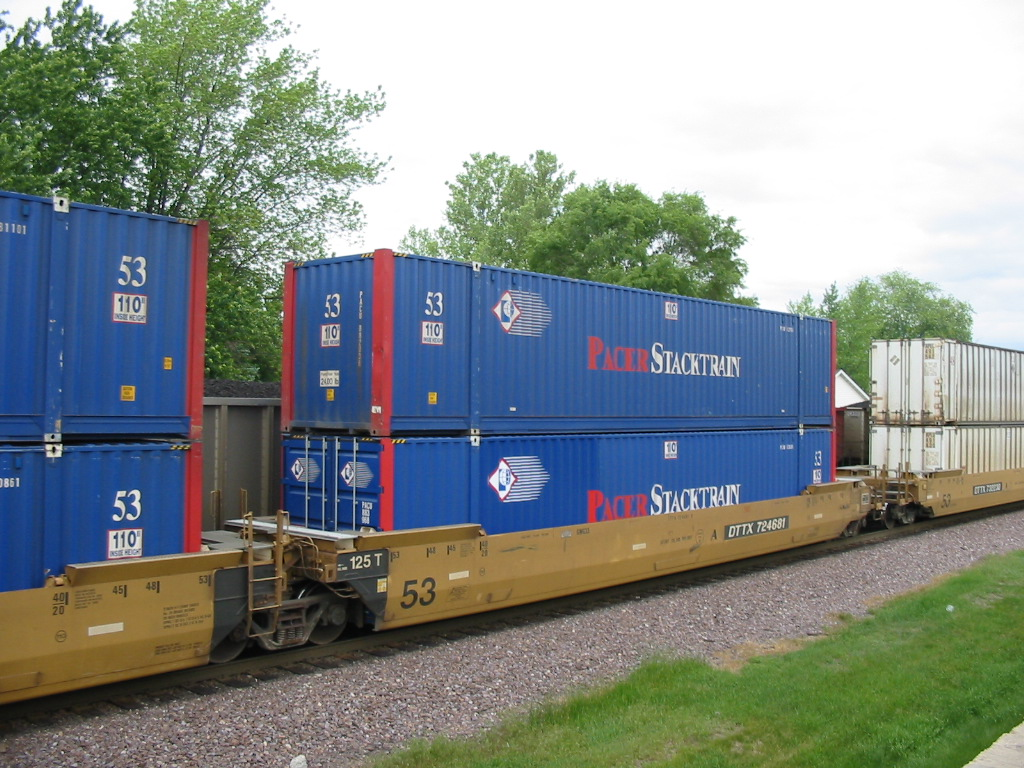
Wagons articulés double-stack.
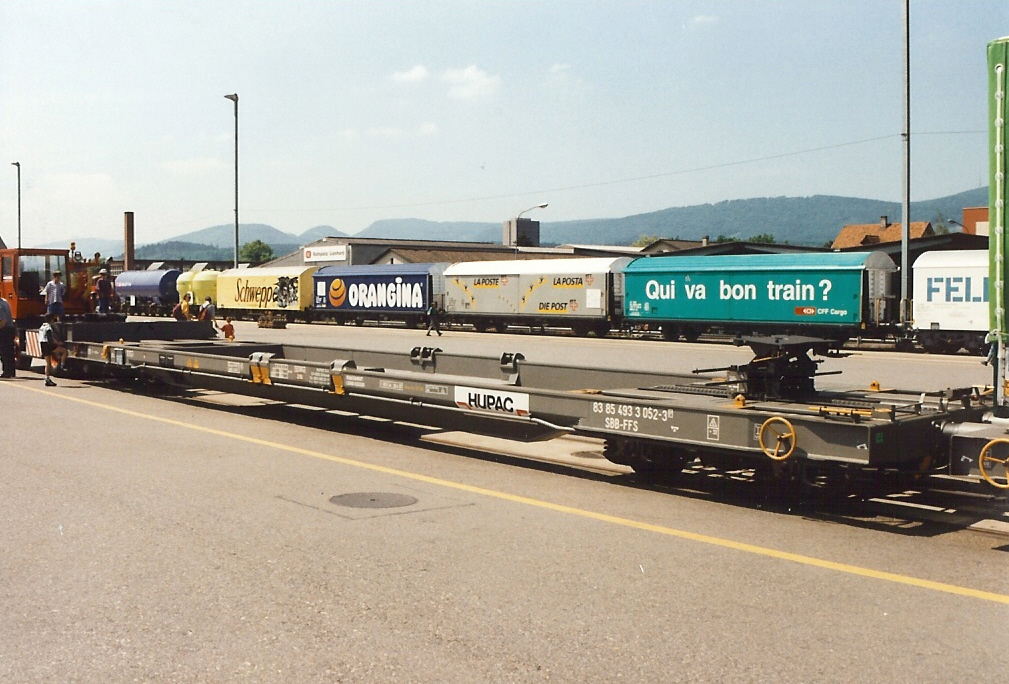
Wagon kangourou sans semi-remorque.
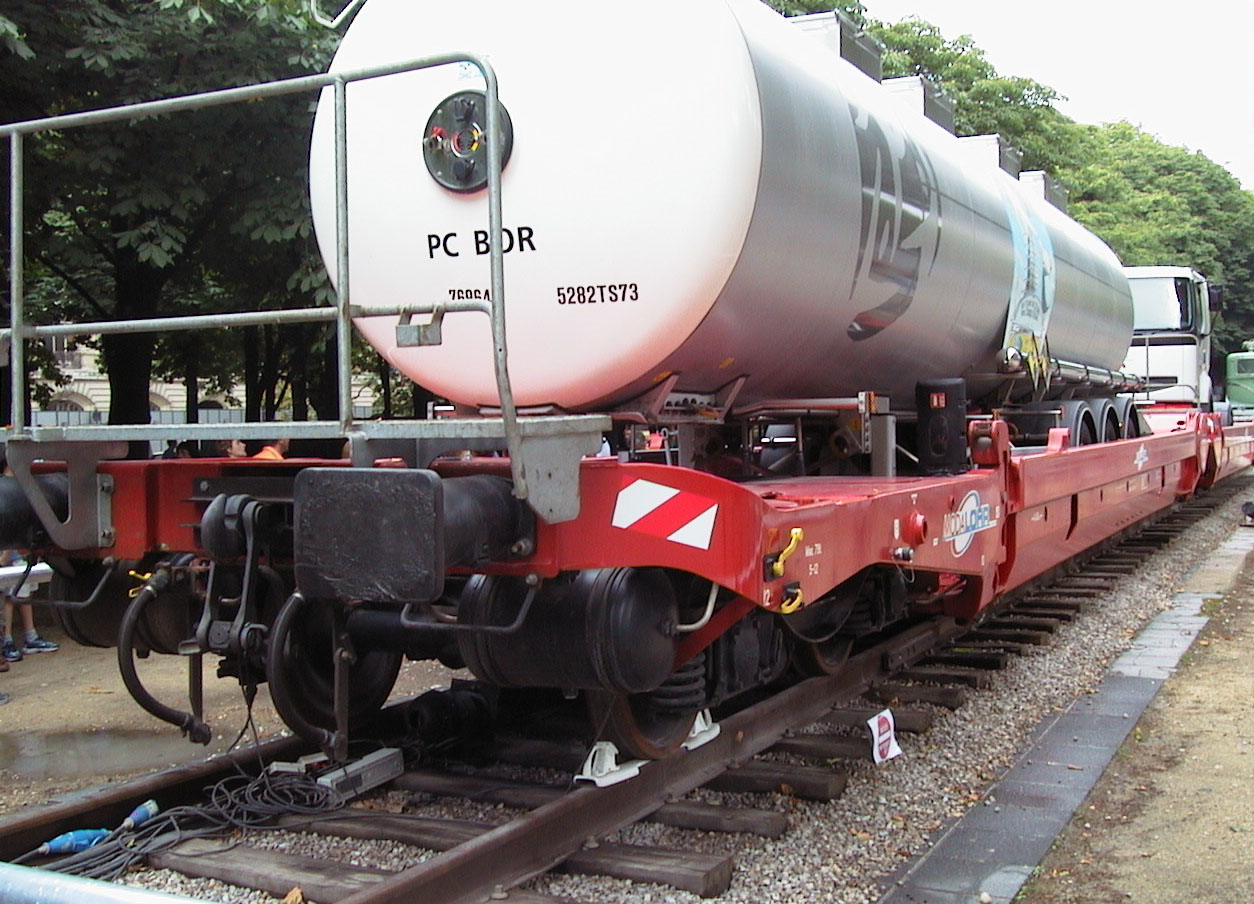
Wagon Modalohr.
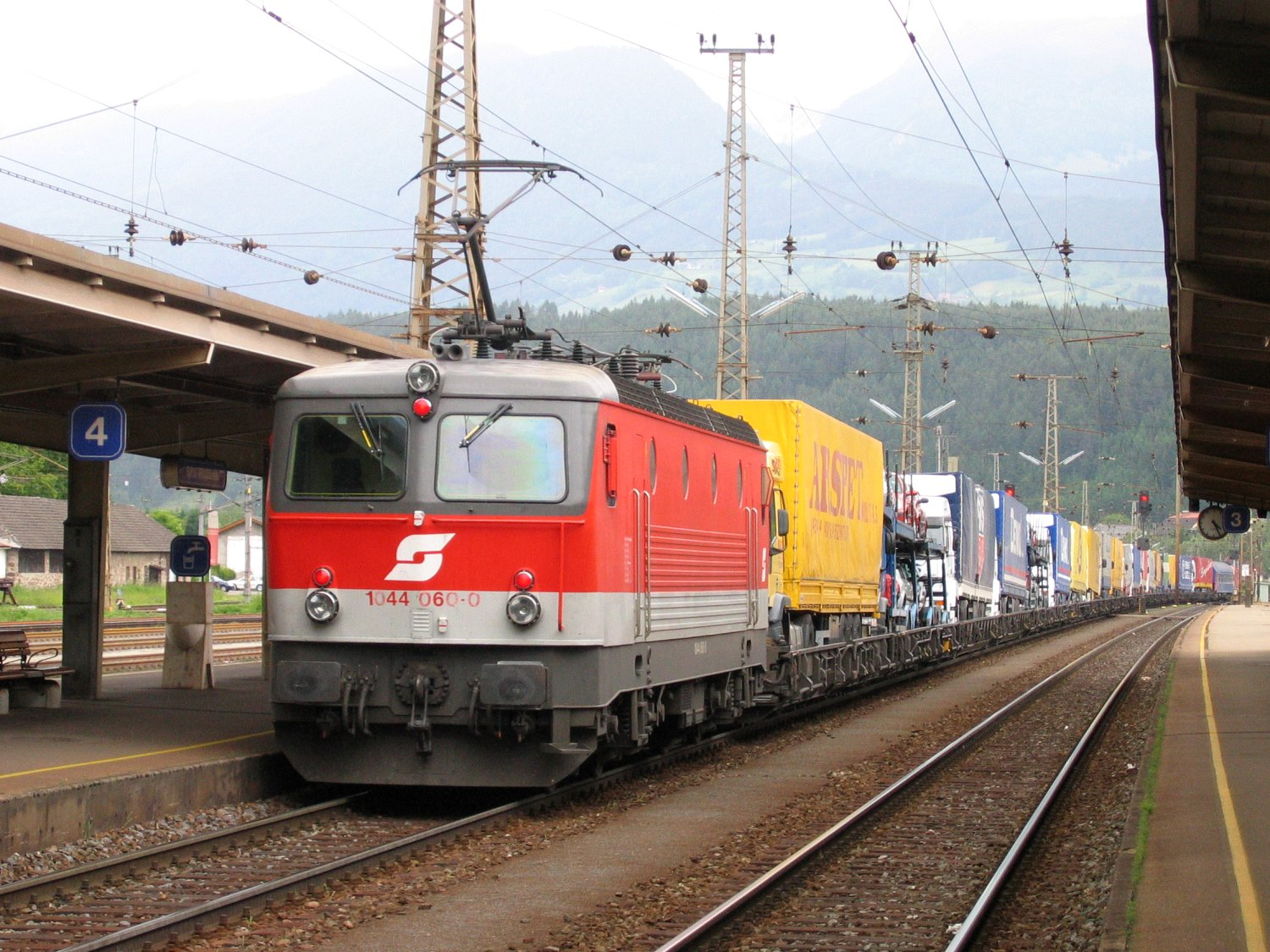
Route roulante.
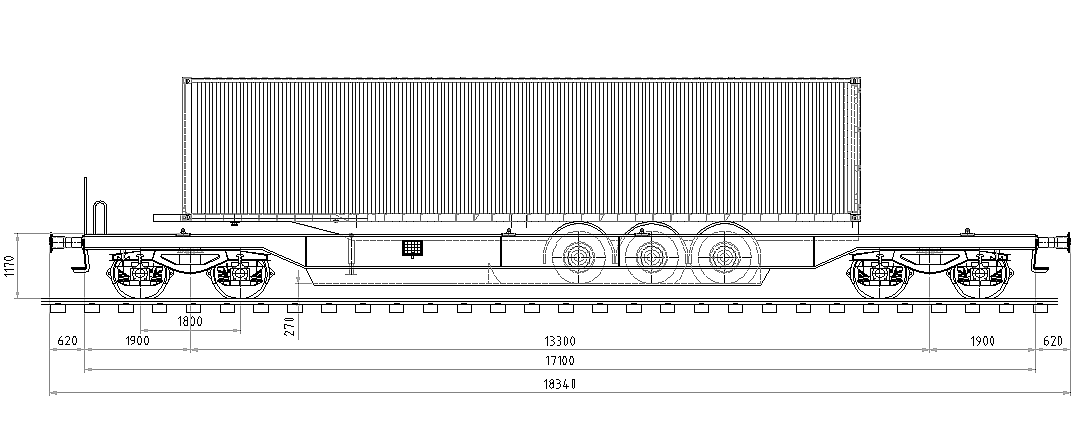
Wagon à poche Sdgmns = 743